# Gilberto Pogliano
Gilberto Pogliano (Torino, 2 febbraio 1908 – Torino, 12 luglio 2002) è stato un calciatore italiano, di ruolo attaccante.

## Carriera
Dopo aver militato nell'allora seconda divisione con la squadra di Cuneo, nel 1930 passò alla squadra riserve della Juventus; durante la stagione fu chiamato a disputare un incontro con la prima squadra, il 4 gennaio 1931 nella partita Modena-Juventus (1-2), e grazie a quell'unica presenza si aggiudicò, come i compagni di squadra, lo scudetto che i bianconeri vinsero al termine di quell'annata, il primo del cosiddetto Quinquennio d'oro.
Giocò poi con le maglie del Parma dal 1933 al 1937, la stagione 1935-36 la disputò alla Cremonese, poi disputò una stagione, la 1937-38 col Varese.
Chiuse la carriera nell'Acqui e nel G.S.F. Chivasso.

## Palmarès

### Club

#### Competizioni nazionali
- Campionato italiano: 1

Juventus: 1930-1931
- Prima Divisione: 1

Parma: 1933-1934 (girone D)
- Campionato italiano Serie C: 1

Cremonese: 1935-1936 (girone B)